# محمد جمال الدين مختار
محمد جمال الدين سعد الله مختار (مواليد 14 يوليو 1918 في الإسكندرية) هو كاتب وأكاديمي مصري.

## تعليمه
حصل على ليسانس الآداب من قسم الجغرافيا بجامعة القاهرة عام 1939، دبلوم معهد الآثار من كلية الآداب بجامعة القاهرة عام 1943، ودبلوم معهد التربية العالي عام 1940. أما درجة دكتوراه فكانت في الآثار والتاريخ القديم مع من جامعة عين شمس عام 1957.

## حياته العملية
أكاديميًا بدأ مختار مدرسًا بمعهد التربية العالي بالإسكندرية، ثم أستاذًا مساعدًا بكلية المعلمين بالقاهرة، ثم عُيّن أستاذًا بكلية الآداب بجامعة القاهرة، ثم أستاذًا بجامعة حلوان، وأستاذًا للتاريخ الفرعوني عام 1968، وأخيرًا أستاذًا بجامعة الرياض بين عامي 1977 و1983.
وفي مجال الآثار، ترأس القسم العلمي بمركز تسجيل الآثار، وتولى منصب مدير عام مصلحة الآثار بين عامي 1967 و1968، قبل أن يتقلّد منصب وكيل وزارة شؤون الآثار بوزارة الثقافة بين عامي 1968 و1973. وبقرار جمهوري رئاسي رقم 948  لعام 1973 عن الرئيس محمد أنور السادات عُيّن مختار رئيسًا لهيئة الآثار المصرية بدرجة وكيل أول بين عامي 1973 و1977.

### كتبه
ألف العديد من الكتب والأبحاث والمقالات باللغات العربية والإنجليزية والفرنسية، كما قام بترجمة ومراجعة العديد من الكتب إلى اللغة العربية، منها:
- مؤلف: الدور السياسي للملكات في مصر القديمة، دار شباب الجامعة[2]
- مؤلف: الحضارة القديمة في الجمهورية العربية المتحدة والوطن العربي، 1970[3]
- مؤلف: دراسات في تاريخ العرب، دار النهضة العربية، 1976[4]
- مؤلف: تاريخ مصر والعالم القديم، وزارة التربية والتعليم، 1976[5]
- مؤلف مشارك: الحضارة المصرية في العصر الفرعوني، دار الجمهورية للطباعة[6]
- مؤلف مشارك: تاريخ الحضارة المصرية: المجلد الأول - العصر الفرعوني، وزارة الثقافة والإرشاد القومي (دمشق) ومكتبة النهضة المصرية[7][8]
- مؤلف مشارك: تأريخ التربية والتعليم في مصر، المجلد 1، الهيئة المصرية العامة للكتاب، 1974[9]
- مؤلف مشارك: تأريخ التربية والتعليم في مصر، المجلد 2، الهيئة المصرية العامة للكتاب، 1974[10]
- مُترجِم: الرقص المصري القديم، وزارة الثقافة والإرشاد القومي (دمشق)، 1961[11]
- مُراجع: الهرم الدفين، دار مصر للطباعة، 1961[12]
- مُراجع: الآثار المصرية في وادي النيل: كتاب وصفي مختصر، دار الكرنك للنشر والطبع والتوزيع، 1963[13]
- مُراجع: الآثار المصرية في وادي النيل: كتاب وصفي مختصر، مؤسسة سجل العرب، 1967[14]
- مُراجع: المؤسسة العسكرية المصرية في عصر الإمبراطورية: 1570 ق.م.-1087 ق.م.، هيئة الآثار المصرية، 1985[15]
- مُراجع: نصوص الشرق الأدنى القديمة المتعلقة بالعهد القديم 1، هيئة الآثار المصرية، 1987[16]
- مُراجع: نفرتيتي الجميلة التي حكمت مصر في ظل ديانة التوحيد، الدار المصرية اللبنانية، 1991[17][18]
- مُراجع: واحات مصر، هيئة الآثار المصرية، 1993[19]
- مُراجع: مسلات مصر ناطحات السحاب في الزمن الماضي، المجلس الأعلى للآثار، 1994[20]
- مُراجع: مصر القديمة: دراسات في التاريخ والآثار، الدار المصرية اللبنانية، 1997[21][22]

## الجوائز والأوسمة
- الدكتوراه الشرفية من جامعة سوتيليه، فرنسا
- بيجون دي موند بدرجة ضابط من الحكومة الفرنسية
- بيجون دي موند بدرجة كوماندورمن الحكومة الفرنسية
- وسام الاستحقاق بدرجة كوماندور من الحكومة الألمانية
- وسام الاستحقاق بدرجة كوماندور من الحكومة الإيطالية
- وسام الاستحقاق بدرجة كوماندور من حكومة كولونيا
- وسام الثقافة من الحكومة الفرنسية
- وسام العلم (الجامعات) من حكومة فرنسا
- جائزة الدولة التقديرية في العلوم الاجتماعية من المجلس الأعلى للثقافة، 1984